# Phòng giải trí

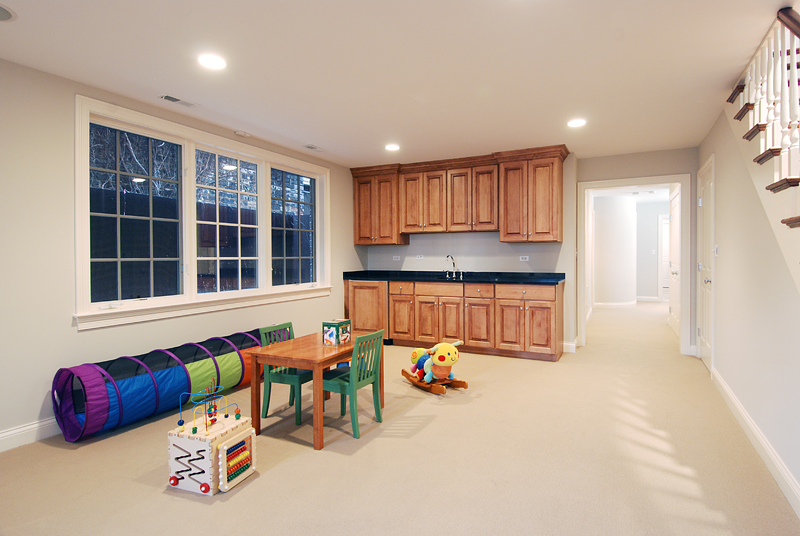
Một phòng giải trí ở Chicago

Phòng giải trí hay phòng vui chơi giải trí là một căn phòng trong một ngôi nhà hoặc một tòa nhà được sử dụng cho nhiều mục đích, trong đó phục vụ chính cho các hoạt động vui chơi giải trí của các đối tượng một cách thường xuyên. Thuật ngữ này được phổ biến tại Hoa Kỳ và Canada, nhưng ít phổ biến ở Vương quốc Liên hiệp Anh.

## Đặc điểm
Thông thường trẻ em và thanh thiếu niên sẽ vui chơi giải trí bạn bè của họ trong phòng giải trí mà ở những nước này mà thường nằm ở gần tầng hầm và ở vị trí đi từ khu vực sinh hoạt của ngôi nhà. Và thông thường căn phòng này là một không gian lớn hơn so với một phòng khách có khả năng phục vụ nhiều mục đích và giải trí nhóm khá lớn. Phòng vui chơi giải trí có thể khác nhau trong các chủ đề khác nhau và phong cách khác nhau, nhưng họ thường có một cấu trúc cơ bản là phòng vui chơi giải trí thường tập trung vào một số hình thức vui chơi giải trí, như âm nhạc, phim ảnh, bia phóng phi tiêu, các trò chơi điện tử, bi-a...., trong phòng có bố trí ghế, bàn, tủ đựng đồ chơi...